# Pomnik na Pamiątkę Wskrzeszenia Ojczyzny w Kuryłówce
Pomnik na Pamiątkę Wskrzeszenia Ojczyzny w Kuryłówce – pomnik ufundowany przez obywateli wsi Kuryłówka 3 maja 1924 roku ku czci poległych w obronie ojczyzny tj. Franciszka Kyci, Michała Pawula i Franciszka Dzikiego.
W listopadzie 1918 roku czterej przyjaciele (do Kuryłówki wrócił tylko Józef Josse) wyruszyli na pomoc obrońcom Lwowa i zostali przydzieleni do Pierwszej Brygady Legionów Polskich. 18 kwietnia 1919 roku oddział Franka Kyci zatrzymał się w Gródku Jagiellońskim na popas. Zginął tu od kuli snajpera. Miał wtedy 19 lat i był uczniem ostatniej, piątej klasy gimnazjum.
W 1924 w centrum Kuryłówki stanął pomnik ufundowany przez mieszkańców ku czci poległych w obronie ojczyzny. We wrześniu 1939 roku za okupacji sowieckiej z cokołu strącono rzeźbę orła i zamalowano pamiątkową płytę.